# John Philip Kemble
John Philip Kemble, född 1 februari 1757 i Prescot, Merseyside (i dåvarande Lancashire), död 26 februari 1823 i Lausanne, Schweiz, var en brittisk skådespelare och teaterledare. Han var bror till Sarah Siddons och Charles Kemble.
Kemble avbröt 1775 sina studier vi ett katolskt prästseminarium i Belgien, var 1776-83 anställd vid resande teatersällskap och i Dublin, 1783-88 vid Drury Lane Theatre samt ledde 1788-1803 denna teater och 1803-17 Covent-gardenteatern, båda i London. Sköna virtuost skolade yttre medel i förening med okuvlig energi förde Kemble fram till den ledande ställningen i brittiskt teaterliv under klassicismens epok. Bland hans roller märks Hamlet, Leontes i En vintersaga, Coriolanus, Othello, Brutus i Julius Cæsar, kardinal Wolsey i Henrik VIII och Cato i Joseph Addisons pjäs med samma namn.